# Hunstanton
Hunstanton est une ville du Norfolk, en Angleterre. Cette station balnéaire est située dans le nord du comté, sur le littoral du Wash, à une vingtaine de kilomètres au nord de la ville de King's Lynn. Administrativement, elle relève du district de King's Lynn and West Norfolk. Au recensement de 2011, elle comptait 4 229 habitants.

## Histoire
La station balnéaire de Hunstanton se développe au XIXe siècle à proximité du village de Hunstanton, qui est dès lors connu sous le nom d'Old Hunstanton. Elle est reliée à la ville de King's Lynn par le chemin de fer à partir de 1862. Après plus d'un siècle d'activité, cette ligne est fermée en 1969, en même temps que la gare de Hunstanton.